# Ліпатов Борис Вікторович
Борис Вікторович Ліпатов (5 січня 1905, Єкатеринбург — 11 жовтня 1954, Москва) — російський радянський прозаїк і поет, письменник-фантаст, драматург, кіносценарист, Член Спілки письменників СРСР (1934—1954).

## Біографія
В юності брав участь в Громадянській війні. У Єкатеринбурзі займався в театральній студії К. Степанова-Колосова. Пізніше навчався на режисерському факультеті Ленінградського інституту сценічного мистецтва ((ІСІ) (нині Російський державний інститут сценічних мистецтв), але не закінчив його, пішовши консультантом-сценаристом на фабрику «Совкіно». У кіно з 1926 року.
Б. Ліпатов дружив з Ал. Толстим, в 1933 році вони разом здійснили подорож на човні по річці Урал.
В кінці 1930-х років був репресований. Жив в Красноярську.
Останні роки провів у Москві. Помер 10 жовтня 1954 року і похований в Москві на Новодівичому кладовищі.

## Творчість
Автор соціально-філософської фантастики і один з перших в СРСР авторів творів в жанрі альтернативної історії.
Займаючись в ІСІ, познайомився з земляками В. Гіршгорном і І. Келлером, в співавторстві з якими написав свої головні науково-фантастичні твори: повість «Вулкан в кишені» (1925, у співавторстві з І. Келлером), пародію на тему «Кракатіта» К. Чапека; роман «Безцеремонний Роман» (1928, у співавторстві з І. Келлером і В. Гіршгорном).
Єдиний твір в жанрі наукової фантастики, підписаний ім'ям неіснуючого американського автора Риса Уїлкі Лі (Бо(РИС ЛІ)патов) — «Блеф. Підроблений роман» (1928), розповідає про псевдомарсіанів, які прилетіли в США на фантастичному зорельоті.
Автор водевілів «В полоні щастя, або Ікла управхоз» і «Серія № 04711» (обидва з Е. М. Лаганським на музику В. В. Пушкова, 1939)

## Кіносценарії
- 1927 — Ордер на життя
- 1928 — Спекотний принц
- 1932 — Три солдата («Навіщо ви тут»), режисер Олександр Іванов
- 1934 — Королівські матроси («Матроси його величності»), режисер Володимир Браун
- 1935 — Скарб загиблого корабля, режисер Володимир Браун